# Дю Сотой, Маркус
Маркус дю Сотой (англ. Marcus Peter Francis du Sautoy) — британский математик, профессор математики Оксфордского университета. Его академические работы в основном связаны с теорией групп и теорией чисел. С октября 2008 года занимает должность профессора Симони, учрежденную в целях популяризации науки, которую до него занимал Ричард Докинз.
Дю Сотой известен как популяризатор математики. Он пишет для The Times и The Guardian и несколько раз выступал в передаче BBC Radio 4 и на телевидении. Также он был ведущим программы Mind Games на канале BBC Four.
В 2001 году он был награждён премией Бервика Лондонского математического общества, которая присуждается раз в два года за лучшую работу математикам до сорока лет. В 2009 году он был награждён премией Майкла Фарадея. С 2012 года является действительным членом Американского математического общества.

## Произношение фамилии
В русском переводе устоялось произношение Маркус дю Со́той, однако сам Маркус произносит свою фамилию как де Се́йтуа.